# Konstantin Puškarëv
Konstantin Vladimirovič Puškarëv (in russo Константин Владимирович Пушкарёв?; 12 febbraio 1985) è un hockeista su ghiaccio kazako.

## Carriera
Ha cominciato la propria carriera in Russia con il Avangard Omsk nel 2003. Nella stagione 2004-2005 è approdato in WHL con i Calgary Hitmen. Nella stagione seguente ha giocato in AHL con i Manchester Monarchs, mentre nel 2005-2006 ha giocato in NHL con i Los Angeles Kings.
Nel 2006-2007 ha giocato con Manchester Monarchs (AHL), Los Angeles Kings (NHL) e Iowa Stars (AHL).
Nel 2008 è approdato in KHL con la casacca del Metallurg Magnitogorsk. Dopo un'annata in AHL con i Wilkes-Barre/Scranton Penguins è tornato in KHL nel Barys Astana, in cui milita dal 2010.